# Heteropogon dejectus
Heteropogon dejectus là một loài ruồi trong họ Asilidae. Heteropogon dejectus được Williston miêu tả năm 1901. Loài này phân bố ở vùng Tân nhiệt đới.